# 焦景顏
焦景颜（?—?），西夏中期的文臣。
夏仁宗天盛十四年（1162年）四月，翰林学士焦景颜出使金国，祝贺金世宗登基。天盛十六年（1164年）四月，担任兼枢密都承旨，出使金朝上奏请求免征正隆末年所掠人口。金世宗同意了。天盛二十一年（1152年），夏仁宗设立翰林学士院。以焦景顏、王佥等人担任翰林学士，让他们参与撰修实录。天盛二十二年（1170年）闰四月，任得敬分国，向金朝请封，焦景颜参与书写表文。